# Walki o Wyspę Bougainville’a
Walki o Wyspę Bougainville’a – seria bitew lądowych i morskich stoczonych podczas wojny na Pacyfiku pomiędzy siłami alianckimi a japońskimi na Wyspie Bougainville’a. Była to część operacji Cartwheel, wielkiej ofensywy aliantów na południowym Pacyfiku. Walki przebiegły w dwóch fazach. Pierwsza faza, w której wojska amerykańskie wylądowały i utrzymały perymetr wokół przyczółka w Torokinie, trwała od listopada 1943 do listopada 1944 roku. Druga faza, w której do ofensywy przeszły głównie wojska australijskie, likwidując kotły z wygłodniałymi, odizolowanymi, ale wciąż zdeterminowanymi oddziałami japońskimi, trwała od listopada 1944 do sierpnia 1945 roku, kiedy to poddali się ostatni japońscy żołnierze na wyspie. W końcowej fazie walk siły australijskie posuwały się na północ w kierunku półwyspu Bonis i na południe w stronę głównej japońskiej twierdzy Buin, lecz II wojna światowa zakończyła się, zanim te dwie enklawy zostały zdobyte.

## Okupacja japońska
Przed wojną Wyspa Bougainville’a była administrowana jako część australijskiego Terytorium Nowej Gwinei, mimo że geograficznie jest częścią łańcucha Wysp Salomona. W rezultacie przez różnych historyków badaczy tych walk jest ona określana zarówno jako część walk na Nowej Gwinei, jak i walk na Wyspach Salomona   .
Na przełomie marca i kwietnia 1942 roku Japończycy wylądowali na Buka oraz Wyspie Bougainville’a w ramach ofensywy na południowym Pacyfiku. W tamtym czasie na wyspie stacjonował tylko niewielki garnizon australijski, który składał się z około 20 żołnierzy z 1. Samodzielnej Kompanii oraz kilku obserwatorów wybrzeża. Wkrótce po przybyciu Japończyków większość sił australijskich została ewakuowana przez alianckie okręty, chociaż niektórzy obserwatorzy wybrzeża pozostali na tyłach wroga, aby zapewnić informacje wywiadowcze.
Po zabezpieczeniu wyspy Japończycy niezwłocznie przystąpili do budowy lotnisk na północy, wschodzie i południu Wyspy Bougainville’a; ale nie na zachodzie. Główne bazy lotnicze znajdowały się na wyspie Buka, półwyspie Bonis na północy, w Kahili i Kara na południu oraz w Kiecie na wschodnim wybrzeżu, podczas gdy cumowisko marynarki wojennej zostało zbudowane przy porcie Tonolei w pobliżu Buin na południowej równinie przybrzeżnej, mniejsze kotwicowiska powstały także na pobliskich wyspach Shortland. Na wyspach Treasury i Shortland wybudowane zostały kolejne lotniska, bazy morskie i kotwicowiska. Obiekty te pomagały chronić Rabaul, główny japoński garnizon i największą bazę morską na południowym Pacyfiku, jednocześnie umożliwiając dalszą ekspansję na południowy wschód, wzdłuż łańcucha Wysp Salomona, do Guadalcanalu i dalej. Bazy te pozwoliły Japończykom prowadzić operacje lotnicze na południowych Wyspach Salomona i atakować alianckie linie komunikacyjne pomiędzy Stanami Zjednoczonymi, Australią i południowo-zachodnim Pacyfikiem. Przez aliantów Wyspa Bougainville’a była uważana za kluczową dla neutralizacji japońskiej obecności wokół Rabaulu.
Po przejściu aliantów do ofensywy na Pacyfiku ich szacunki japońskich sił na Wyspie Bougainville’a były bardzo zróżnicowane i wahały się od 45 000 do 65 000 żołnierzy armii cesarskiej, personelu marynarki wojennej oraz robotników. Siły te wchodziły w skład japońskiej 17 Armii dowodzonej przez gen. Harukichi Hyakutake. Hyukatake podlegał pod gen. Hitoshiego Imamurę, dowódcę japońskiej 8 Grupy Armii, z siedzibą w Rabaulu. Natomiast dowództwo marynarki wojennej w Rabaulu było podporządkowane wiceadm. Jinichi Kusakiemu, dowódcy Floty Obszaru Południowo-Wschodniego. Poziom współpracy między tymi dwoma oficerami był większy niż zwykle występujący pomiędzy dowódcami różnych rodzajów japońskich sił zbrojnych. Na Wyspie Bougainville’a siły japońskie składały się z następujących formacji: 17 Dywizji Piechoty, złożonej z 81 Pułku Piechoty i III batalionu 53 Pułku Piechoty pod dowództwem gen. mjr. Kesao Kijimy oraz elementów 6 Dywizji Piechoty. 17 Dywizja Piechoty zajęła północną część wyspy, podczas gdy 6 Dywizja była odpowiedzialna za obszar na południe od Tariny.

## Plany aliantów

### Wybór celu operacji

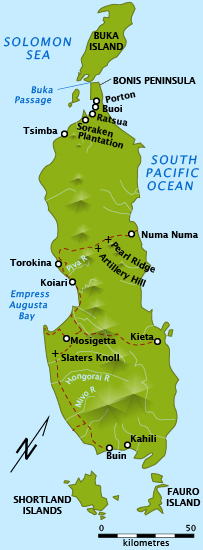
Mapa przedstawiająca lokalizacje kluczowych bitew na Wyspie Bougainville’a w latach 1944–1945

Neutralizacja głównej japońskiej bazy w Rabaulu była ostatecznym celem ofensywy aliantów na Wyspach Salomona. Aby to osiągnąć, alianccy planiści przygotowali plan operacji Cartwheel. W 1943 roku Rabaul był już w zasięgu alianckich ciężkich bombowców, ale dla lekkich bombowców i myśliwców eskortowych potrzebne było bliżej położone lotnisko. Do tego celu nie musiała być zajęta cała Wyspa Bougainville’a; potrzebny był tylko dość płaski kawałek ziemi, aby mogły na nim wylądować samoloty. Według Morisona był to „jedyny powód, dla którego Kolegium Połączonych Szefów Sztabów upoważniło Halseya do zajęcia części wyspy: ustanowienie wysuniętych lotnisk do ataku na Rabaul”.
Teren wokół przylądka Torokina został wybrany jako miejsce do lądowania, ponieważ nie było tam żadnych japońskich baz, przez co nie spodziewano się silnego oporu. Ponadto położona tuż obok niego zatoka Cesarzowej Augusty miała miejsce na kotwicowisko otoczone naturalnymi falochronami, podczas gdy fizyczne przeszkody na wschód od przylądka, takie jak przykład pasma górskie i gęsta dżungla, oznaczały, że przeprowadzenie kontrataku byłoby ponad możliwości Japończyków przez kolejne tygodnie, jeśli nie miesiące, co pozwoliłoby wojskom amerykańskim skonsolidować siły po wylądowaniu i dać im wystarczająco dużo czasu na ustanowienie silnego perymetru obronnego.

### Przygotowania do lądowania
Wyspa Bougainville’a leżała w rejonie południowo-zachodniego Pacyfiku, więc operacje na jej obszarze nominalnie znajdowały się pod dowództwem gen. Douglasa MacArthura, którego kwatera główna znajdowała się w Brisbane w Australii. Chociaż MacArthur musiał zatwierdzić wszystkie główne posunięcia, całkowicie przekazał planowanie i kontrolę operacyjną adm. Williamowi F. Halseyowi, dowódcy Trzeciej Floty Stanów Zjednoczonych, z siedzibą w Nouméa na Nowej Kaledonii. W połowie października, Halsey wyznaczył dzień 1 listopada jako datę inwazji na Wyspę Bougainville’a.
Na początku października dla Japończyków stało się jasne, że alianci planują dalsze działania ofensywne po przejęciu kontroli nad Nową Georgią, chociaż cel ich kolejnego ataku był nieznany. Dowódca japońskiej Połączonej Floty, adm. Mineichi Koga, wypływając pod swoim proporcem na pokładzie pancernika „Musashi” z atolu Truk, wysłał wszystkie samoloty ze swoich lotniskowców do Rabaulu. Tam miały połączyć się z armijnymi siłami powietrznymi, które już tam stacjonowały i zbombardować bazy aliantów oraz trasy zaopatrzenia w ramach planu zwanego przez Japończyków Operacją RO. W rzeczywistości plan ten przyniósł bardzo niewiele, poza dalszym zniszczeniem japońskiego lotnictwa w regionie, ponieważ atakujące siły powietrzne poniosły bardzo ciężkie straty. Później uniemożliwiło to Japończykom przeciwdziałaniu amerykańskim desantom na Wyspach Gilberta i Marshalla.
Aby zmylić Japończyków co do prawdziwego celu aliantów, przeprowadzono dwie inne inwazje. Wyspy Treasury, na południowy zachód od Shortlands, zostały zajęte 27 października przez 8 Brygadę nowozelandzkiej 3 Dywizji Piechoty pod dowództwem bryg. Roberta Row’a, a następnie przeprowadzono pozorowane lądowanie na Choiseul, jedną z głównych wysp łańcucha Salomonów. W przeciwieństwie do Guadalcanalu i Nowej Georgii, planiści alianccy nie byli w stanie uzyskać cennych informacji od obserwatorów wybrzeża lub małych oddziałów armii australijskiej, ponieważ Japończycy wyparli ich z wyspy na długo przed rozpoczęciem operacji Cherry Blossom.

### Przydzielone siły
Kontradm. Theodore Wilkinson, dowódca sił amfibijnych Trzeciej Floty, został przydzielony przez Halseya do kierowania lądowaniem na przylądku Torokina z pokładu jego okrętu flagowego, transportowca szturmowego „George Clymer”. Łodzie pod dowództwem Wilkinsona miały dostarczyć na wyspę żołnierzy I Korpusu Amfibijnego Marines, dowodzonego przez gen. mjr. Alexandra Vandegrifta, zwycięzcę kampanii na Guadalcanal. Siły Vandegrifta, w sumie 14 321 ludzi, składały się z 3 Dywizji Piechoty Morskiej pod dowództwem gen. mjr. Allena H. Turnage’a, 37 Dywizji Piechoty Armii Stanów Zjednoczonych pod dowództwem gen. mjr. Roberta S. Beightlera oraz Advance Naval Base Unit No. 7.

## Lądowanie na przylądku Torokina

### Dzień pierwszy: 1–2 listopada 1943

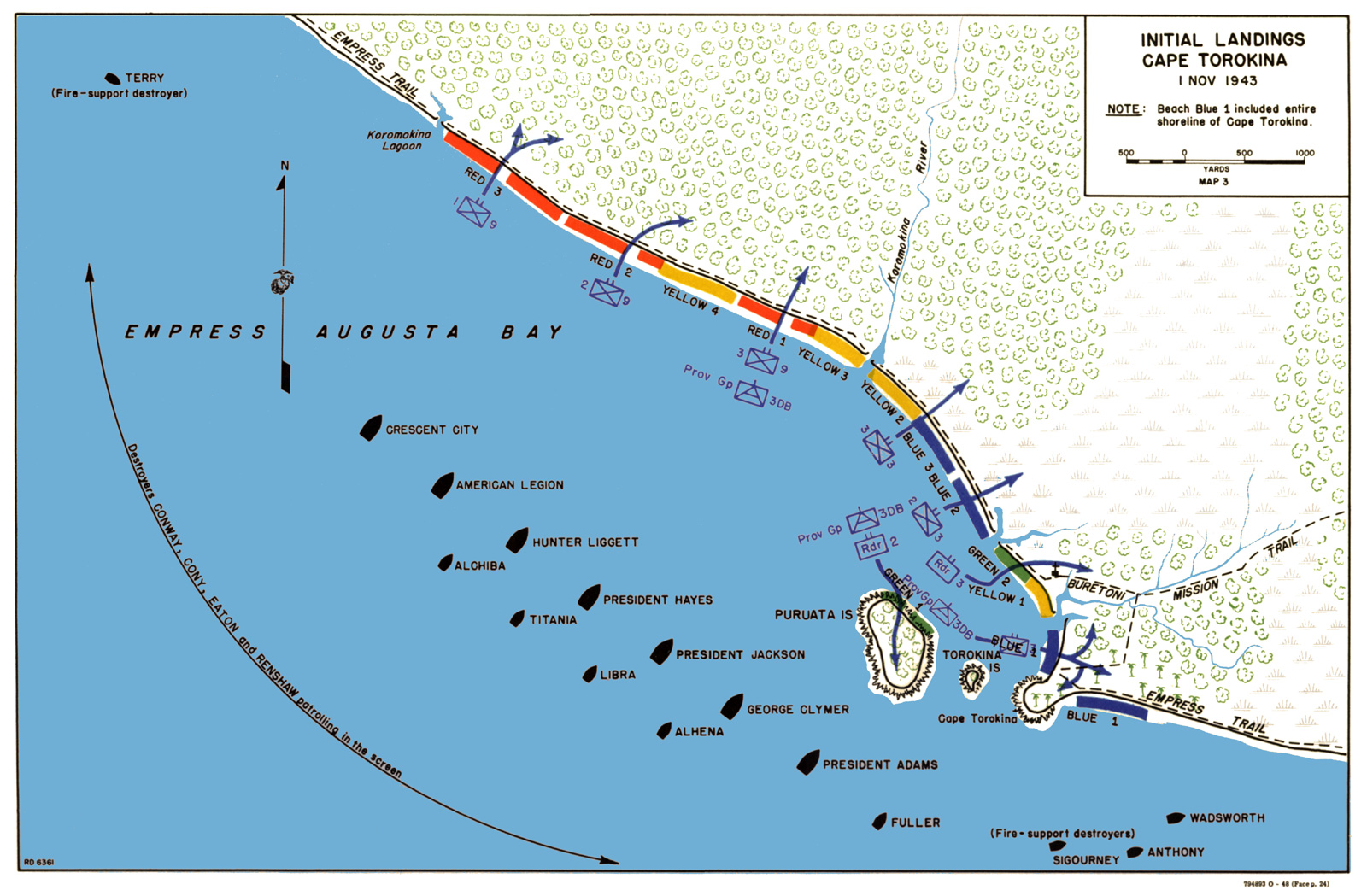
Sektory desantowe w pobliżu przylądka Torokina

Trzy grupy transportowców zebrały się w Zatoce Cesarzowej Augusty rankiem 1 listopada. Mapy wybrzeża Wyspy Bougainville’a, które posiadali alianci, były bardzo mało wiarygodnymi opracowaniami niemieckiej Admiralicji pochodzącymi z około 1890 roku. Zostało na nich naniesionych kilka poprawek dzięki lotom zwiadowczym i rozpoznaniu okrętów podwodnych, ale niektóre odległości nadal były błędne zaznaczone. Morison wspomina, że „pod koniec podejścia, kiedy oficer nawigacyjny transportowca został poproszony przez kapitana o pozycję statku, odpowiedział: „Około trzech mil w głąb lądu, sir!”. Morison wspomina dalej scenę lądowania: 

Naszym zbliżającym się siłom, Zatoka Cesarzowej Augusty ukazała się jako widok wspaniały, ale równocześnie nieco przerażający. Za wygiętym łukiem linii brzegowej ciężka, ciemnozielona dżungla [...] wspinała się od podnóża gór przez łamiące się granie aż do kordyliery, której zwieńczeniem był dymiący wulkan, Baranga, 8650 stóp nad poziomem morza [...] Było ta dziksza i bardziej majestatyczna sceneria niż ktokolwiek, kiedykolwiek widział na południowym Pacyfiku

Adm. Wilkinson z trudnych lądowań na Guadalcanalu i Nowej Georgii wyciągnął ważną lekcję o konieczności szybkiego rozładunku i oddalenia swoich powolnych, wrażliwych transportowców z miejsca lądowania. W tym celu załadował swoje transportowce tylko do połowy, a statki towarowe do jednej czwartej, oraz upewnił się, że 30% żołnierzy na plaży pomagało w rozładunku. Japończycy, zaskoczeni desantem, nie byli w stanie przeprowadzić ataku powietrznego na flotę inwazyjną. Adm. Wilkinson, ciesząc się, że jego transportowce niezagrożone atakiem powietrznym były w stanie wyładować prawie cały kontyngent wojsk i dużą ilość sprzętu, nakazał im opuścić obszar desantu około zachodu słońca.

### Odpowiedź japońska
Siły japońskie w rejonie desantu były ograniczone do siły plutonu, ponieważ Japończycy nie spodziewali się lądowania nieprzyjaciela w tym rejonie, a ich system logistyczny nie był w stanie zaopatrywać większej liczby żołnierzy tak daleko od bazy. Kiedy wieść o lądowaniu dotarła do Rabaulu, wiceadm. Tomoshige Samejima, dowódca japońskiej 8 Floty, natychmiast zaokrętował tysiąc żołnierzy z II batalionu 54 Pułku Piechoty na pięć transportowców-niszczycieli w Rabaulu i wysłał je na przylądek Torokina, aby wykonać przeciwuderzenie. Transportowcom towarzyszyła eskorta składająca się z dwóch ciężkich krążowników, dwóch lekkich krążowników i sześciu niszczycieli dowodzonych przez wiceadm. Sentaro Omori. Podczas nocnego rejsu do Torokiny japońskie jednostki zostały wykryte przez amerykański okrętów podwodny i prawdopodobnie samolot rozpoznawczy. Zaniepokojony utratą elementu zaskoczenia, Omori skontaktował się przez radio z Samejimą, prosząc o pozwolenie na odesłanie powolnych transportowców z powrotem do Rabaulu, ale równocześnie kontynuację ataku okrętami amerykańskich transportowców, które, jak przypuszczał, wciąż znajdowały się w Zatoce Cesarzowej Augusty. Samejima zgodził się, a Omori nadal parł naprzód ze swoimi krążownikami i niszczycielami.
W tym samym czasie kontradm. Stanton Merrill płynął w kierunku Zatoki z czterema lekkimi krążownikami i ośmioma niszczycielami. Obie siły spotkały się we wczesnych godzinach porannych 2 listopada i doszło do bitwy w Zatoce Cesarzowej Augusty, w której Japończycy stracili lekki krążownik „Sendai” i niszczyciel „Hatsukaze”.

## Rajd krążowników na Rabaul
Adm. Koga nie chciał ryzykować swoich cennych lotniskowców, ale zdecydował się wysłać siedem ciężkich krążowników do Rabaulu. Te przybyły 3 listopada. Wiadomość o dotarciu nieprzyjacielskich krążowników w rejon operacji bardzo zaniepokoiła adm. Halseya: przyczółek na Wyspie Bougainville’a był nadal słabo umocniony i bardzo narażony na ataki, nie miał też żadnych ciężkich krążowników, które mógłby przeciwstawić się swoim japońskim odpowiednikom. Podejmując ogromne ryzyko, Halsey rozkazał jedynej grupie lotniskowców, którą wtedy dysponował, Task Force 38 pod dowództwem kontradm. Fredericka C. Shermana, uszkodzić lub zatopić jak najwięcej okrętów w Simpson Harbour w Rabaulu. Rajd na Rabaul przeprowadzony został przez lotniskowca USS „Saratoga” i lekkiego lotniskowca USS „Princeton” w dniu 5 listopada, z eskortą myśliwców zapewnianą przez samoloty armijne z Air Solomons Command, a następnie z 5 Armii Powietrznej. Nie doprowadził on do zatopienia ani jednego okrętu wroga, ale wyrządził wystarczająco dużo uszkodzeń, aby przekonać Kogę do wycofania ciężkich krążowników i zrezygnowania z ataku na przyczółek. Drugi nalot 11 listopada wykonały samoloty z lotniskowców USS „Essex”, „Bunker Hill” i „Independence”, wraz ze znaczną siłą armijnych bombowców B-24. Użycie ciężkich bombowców przeciwko japońskim okrętom okazało się nieskuteczne, lecz samoloty z lotniskowców odniosły pewien sukces, zatapiając jeden i uszkadzając trzy inne niszczyciele oraz dwa krążowniki.

## Listopad 1943: poszerzanie przyczółka

### Początek listopada

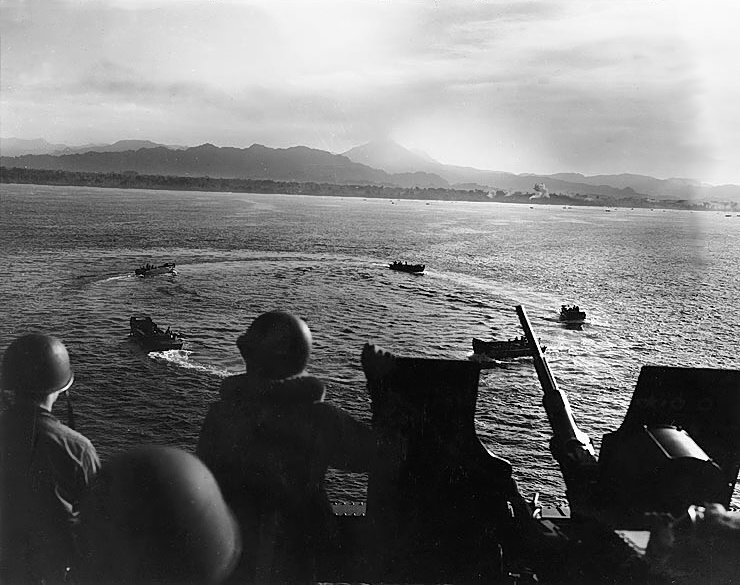
Łodzie desantowe krążące obok przylądka Torokina w oczekiwaniu na rozkaz desantu

Obrona i ekspansja amerykańskiego przyczółka na przylądku Torokina były związane z przedłużającymi się i często zaciekłymi walkami w dżungli oraz z wieloma ofiarami malarii i innych chorób tropikalnych. Z wyjątkiem potyczek patroli, wszystkie główne walki mające na celu rozszerzenie przyczółka miały miejsce w sektorze marines. Pomiędzy 6 a 19 listopada wylądował pozostały pułk 3 Dywizji Marines i 37 Dywizja Piechoty, a przyczółek stopniowo się powiększał. Podczas trzeciej próby podejścia do wyspy Japończykom udało się wyładować żołnierzy z grupy czterech niszczycieli tuż za wschodnią granicą amerykańskiego przyczółka, przed świtem 7 listopada. Pomimo obecności amerykańskich kutrów torpedowych operujących z wyspy Puruata, Japończycy dokonali tego desantu całkowicie niezauważeni przez Amerykanów. Niemniej jednak marines zniszczyli te siły następnego dnia nad Zalewem Koromokina. Równolegle z desantami japoński 23 Pułk Piechoty, który został przydzielony do 6 Dywizji, rozpoczął atakowanie sił amerykańskich od strony lądu, z pewnym sukcesem w dniu 7 listopada, zanim został odparty następnego dnia.

Podczas eskortowania jednego z konwojów inwazyjnych do przyczółka Torokina 9 listopada, jak wspomina Morison, niektórzy marynarze adm. Merrilla byli świadkami niezwykłego incydentu, który uwydatnił niektóre z ekstremalnych różnic kulturowych występujących w czasie wojny na Pacyfiku: 

W drodze na północ, marynarze z niszczyciela „Spence” zobaczyli na własne oczy przykład japońskiego kodeksu bushidō. Gdy dostali rozkaz zbadania tratwy ratunkowej dryfującej po morzu, zaobserwowali coś, co wyglądało na siedem ciał. Te siedem ciał nagle usiadło i zaczęło mówić. Jeden z nich, podobno oficer, podał pierwszemu żołnierzowi karabin maszynowy 7,7 mm, który każdy z nich po kolei wkładał sobie do ust, a oficer naciskał na spust, wystrzeliwując pocisk, który odstrzeliwał żołnierzowi tył głowy. Po zabiciu całej szóstki oficer wstał, skierował krótkie przemówienie po japońsku do dowódcy „Spence’a” stojącego na mostku, a następnie sam się zastrzelił

Elementy dwóch batalionów piechoty morskiej wyparły Japończyków, którzy blokowali szlak Numa Numa (prowadzący z północy na południe wyspy) w dniach 8–9 listopada. Następnie marines wybrali lokalizację w okolicy na dwa lądowiska (pas lądowania dla myśliwców na plaży był już w trakcie budowy). Również 9 listopada gen. mjr Roy Geiger z United States Marine Corps przejął dowodzenie nad I Korpusem Amfibijnym Marines od gen. Vandegrifta. Cztery dni później przejął dowództwo nad całym przyczółkiem Torokina od adm. Wilkinsona. W tym czasie Perymetr, jak go nazywano, miał głębokość około 6,5 km od plaży i obwód około 14,5 km. Nowym priorytetem stało się oczyszczenie szlaków prowadzących do nowych lądowisk, a gen. Turnage zlecił to zadanie 21 Pułkowi Marines. W miejscu nazywanym Coconut Grove Japończycy utworzyli zasadzkę, która doprowadziła do dwudniowej bitwy w dniach 13–14 listopada. W jej rezultacie Amerykanie przejęli kontrolę nad punktem Coconut Grove, w którym krzyżowały się szlaki Numa Numa oraz East West (prowadzący ze wschodu na zachód wyspy).
Przez całą pierwszą połowę listopada Japończycy przeprowadzali naloty z powietrza na siły amerykańskie wokół Torokiny; jednak do 17 listopada straty ich lotnictwa były tak wysokie, że japońska 1 Dywizja Lotniskowców, która rozpoczęła udział w walkach 1 listopada z 370 samolotami, została wycofana z powrotem na atol Truk. Siły amerykańskie były dzięki temu w stanie stopniowo rozszerzyć swój przyczółek do 8–10 km, ostatecznie zdobywając dwa lotniska, za pomocą których mogli następnie przeprowadzać własne ataki na Rabaul. W rezultacie tych działań wojska japońskie na Wyspie Bougainville’a zostały praktycznie odizolowane w południowej i północnej jej części.

### Koniec listopada

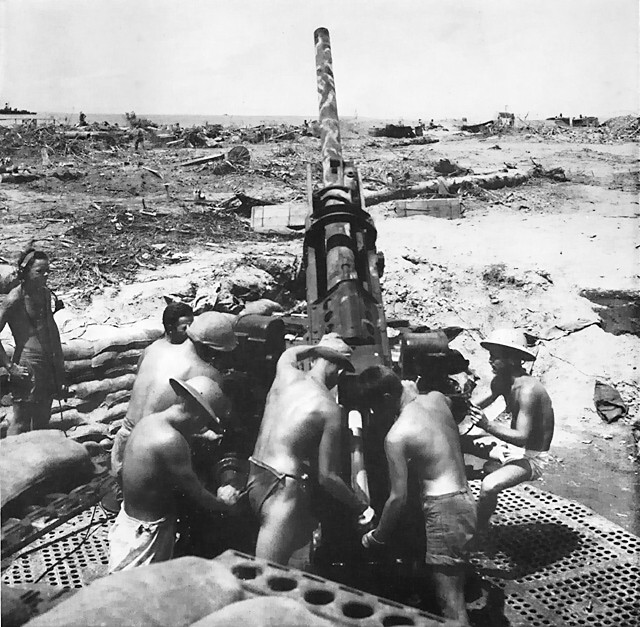
Obsługa działa przeciwlotniczego na przylądku Torokina

W Rabaulu gen. Imamura był nadal przekonany, że alianci nie zamierzają długo pozostać w Torokinie: był pewien, że to tylko atak pozorowany. Dlatego nie był zainteresowany przeprowadzeniem decydującego kontrataku na przyczółek aliantów przy użyciu znacznej liczby żołnierzy, których miał już w południowej części Wyspy Bougainville’a. Zamiast tego wzmocnił obszar wyspy Buka, położonej tuż przy północnym wybrzeżu większej Wyspy Bougainville’a, wierząc, że jest to prawdziwy cel aliantów. W ten sposób armia japońska powtórzyła błąd z kampanii na Guadalcanal, podczas gdy marynarka wojenna nie była w stanie przekonać Imamury o prawdziwych zamiarach Amerykanów.
Podczas walk pod Piva Forks toczonych w dniach 18–25 listopada zagładzie uległ cały japoński pułk piechoty. Mimo to przyczółek nadal nie był całkowicie bezpiecznym miejscem. Następnego dnia po zakończeniu działań pod Piva Forks, gdy szósty konwój inwazyjny dokonywał rozładunku na plaży, japońska artyleria ostrzelała okręty desantowe, powodując wśród nich straty. Marines uciszyli te działa następnego dnia.
25 listopada, gdy bitwa pod Piva Forks dobiegała końca, na wodach pomiędzy Buką a Nową Irlandią rozegrała się bitwa koło Przylądka Św. Jerzego. Trzy transporty niszczycieli pełne żołnierzy, eskortowane przez dwa inne niszczyciele, pod dowództwem kmdr. Kiyoto Kagawy, były w drodze, aby wzmocnić garnizon Buki. Adm. Halsey nakazał przechwycić je pięciu niszczycielom pod dowództwem kpt. Arleigha Burke’a. Starcie zakończyło się zatopieniem niszczycieli „Onami”, „Makinami” i „Yugumo”, a także śmiercią kmdr. Kagawy. Na okrętach Burke’a nie odnotowano żadnego trafienia.
Jednak kampania nie została jeszcze wygrana. W dniach 28–29 listopada, w celu zablokowania posiłków z japońskiego 23 Pułku Piechoty, amerykański 1. batalion spadochronowy marines przeprowadził rajd na Koiari, około 15 km na południowy wschód od Torokiny. Po wylądowaniu początkowo bez oporu, na Amerykanów spadł zmasowany kontratak Japończyków i w obliczu przeważających sił wroga musieli oni zostać ewakuowani przez okręty desantowe, które dopiero za trzecim razem zdołały podejść do brzegu.

## Grudzień 1943: zabezpieczenie przyczółka
W ekstremalnie trudnych warunkach morskie bataliony inżynieryjne (Naval Construction Battalions, CB lub Seabees) oraz grupa wojskowych inżynierów z Nowej Zelandii przeprowadziły prace na trzech lądowiskach. Pas startowy na plaży był pierwszym, który rozpoczął przyjmowanie samolotów dla operacji bojowych, a pierwsze loty stamtąd odbyły się 10 grudnia. Dowództwo armii japońskiej w Rabaulu było pewne, że alianci będą atakować dalej z Torokiny, dlatego Imamura rozkazał wzmocnić obronę Buin, na południowym krańcu Wyspy Bougainville’a.
W listopadzie i grudniu Japończycy rozmieścili artylerię polową na wzniesieniu wokół przyczółka, koncentrując się na grupie wzgórz rozciągniętych wzdłuż rzeki Torokina z widokiem na wschodnią część perymetru. Japończycy ostrzelali przyczółek, celując w pasy startowe i składowiska zaopatrzenia. W tej sytuacji 3 Dywizja Marines poszerzyła swoje linie o wzgórza zajęte przez japońską artylerię w szeregu operacjach, które trwały od 9 do 27 grudnia. Jedno wzgórze, nazwane „grzbietem Hellzapoppin”, było naturalną fortecą. Górujące nad przyczółkiem miało 91 m długości, strome zbocza i wąski grzebień. Japończycy utworzyli rozległe pozycje obronne na przeciwległym zboczu przy użyciu naturalnego i sztucznego kamuflażu. 21 Pułk Marines zaatakował grzbiet Hellzapoppin, ale został odparty 12 grudnia. Kilka nalotów nie uzyskało ani jednego trafienia w wąski grzbiet. Ostatecznie skoordynowane ataki lotnictwa, artylerii i piechoty zaowocowały zdobyciem wzniesienia 18 grudnia. W następnych dniach 21 Pułk Marines brał również udział w walkach wokół wzgórza 600A, które zostało zdobyte 24 grudnia.
15 grudnia I Korpus Amfibijny Marines oraz gen. Geiger zostali zastąpieni przez XIV Korpus Armii USA, dowodzony przez gen. mjr. Oscara W. Griswolda, zwycięzcę bitwy lądowej na Nowej Georgii. 28 grudnia 3 Dywizja Marines, wyczerpana, ponieważ większość walk toczyła się w jej sektorze, została zluzowana przez 23 Dywizję Piechoty armii pod dowództwem generała majora Johna R. Hodge’a. Następnie 37 Dywizja Piechoty została przekazana pod dowództwo XIV Korpusu Griswolda.

## Styczeń – luty 1944: okrążenie Rabaulu

### Powietrzna neutralizacja Rabaulu

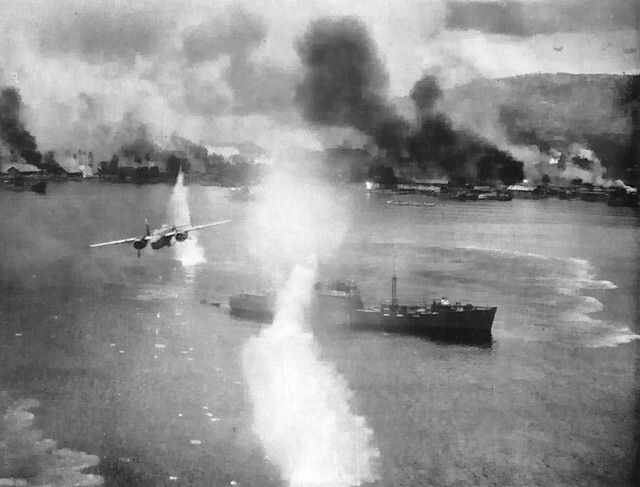
Nalot na Simpson Harbour

Rabaul był już wielokrotnie bombardowany w okresie od 12 października do 2 listopada przez ciężkie bombowce z Obszaru Południowo-Zachodniego Pacyfiku Sił Powietrznych Aliantów gen. George’a C. Kenneya. Znaczące szkody zostały wyrządzone instalacjom naziemnym, chociaż Japończycy dostosowali się poprzez przeniesienie obiektów lotniczych pod ziemię. Tylko techniki ataku z niskiego pułapu, takie jak bombardowanie nurkowe i szybowcowe, mogły zapewnić dokładność wymaganą do trafienia w te instalacje, a także zneutralizowania broni przeciwlotniczej i okrętów w porcie. Aby to osiągnąć, alianci zaczęli budować kilka pasów startowych na Wyspie Bougainville’a, które pozwoliłyby im użyć ich mniejszych, bardziej zwrotnych samolotów przeciwko Rabaulowi. Pas myśliwski na plaży w Torokinie rozpoczął działalność 10 grudnia, podczas gdy śródlądowy pas bombowy zwany Piva Uncle został uruchomiony w Boże Narodzenie, a śródlądowy pas myśliwski Piva Yoke 22 stycznia.
Gen. Ralph J. Mitchell z USMC przejął dowodzenie nad wszystkimi samolotami armijnymi na tym teatrze działań bojowych, nazwanym Air Command, Solomons, w skrócie Airsols, 20 listopada. Gdy trzy lotniska na przyczółku Torokina stały się w pełni funkcjonalne, Mitchell przeniósł tam siedzibę swojego dowództwa z Munda na wyspie Nowa Georgia. Pierwsze naloty samolotów Airsols przyniosły ograniczony sukces. Japoński ogień przeciwlotniczy, zwłaszcza z okrętów, znacznie się zintensyfikował od czasu nalotów Kenneya i zadał duże straty atakującym. Amerykanie opracowali nowe formacje i taktykę, które powodowały coraz większe straty japońskie. Japońska marynarka wojenna nie mogła już dłużej narażać swoich okrętów na nieustanne ataki powietrzne i pod koniec stycznia adm. Kusaka zakazał wszelkiej żeglugi z wyjątkiem barek transportowych z Simpson Harbour, co usunęło wszelkie pozostałe zagrożenie od strony morza dla przyczółka Torokina.

### Zdobycie Wysp Zielonych
Połączeni Szefowie Sztabów zdecydowali, że Rabaul zostanie okrążony po inwazji na Wyspy Admiralicji i Kavieng na północnym krańcu wyspy Nowa Irlandia, najwcześniej 1 kwietnia. Adm. Halsey, chcąc utrzymać impet ofensywny, nie chciał do tego czasu pozostawiać swoich sił bezczynnie. W tym celu i aby zapewnić kolejne lotnisko w pobliżu Rabaulu, Halsey rozkazał swoim siłom desantowym zaatakować Wyspy Zielone, grupę małych atoli koralowych około 115 mil morskich na wschód od Rabaulu. Misje wywiadowcze wykazały, że rdzenni Melanezyjczycy byli tam dobrze nastawieni do Europejczyków i zrazili się do Japończyków z powodu ich przemocy. W rezultacie planiści alianccy ustalili, że żadne wstępne bombardowanie lub ostrzał na tych wyspach nie zostanie przeprowadzone.
15 lutego adm. Wilkinson wysadził kontyngent Nowozelandczyków z 3 Dywizji Piechoty pod dowództwem gen. mjr. Harolda E. Barrowclougha. Doświadczenie zdobyte podczas poprzednich desantów, w połączeniu z gorliwą pracą personelu sprawiło, że lądowania były efektywne. Ponadto przeciwdziałanie ze strony samolotów japońskich było minimalne. Morison przypisuje to wcześniejszym stratom wyrządzonym japońskim siłom powietrznym – pisał, że to, że tak duża flota „mogła bezkarnie wysadzać tysiące żołnierzy na brzeg zaledwie 115 mil morskich od Rabaulu, dowodziło jak dobrą robotę wykonały już Airsols”. Od 8 marca, kiedy na Wyspie Bougainville’a zaczynały się walki o perymetr, bombowce Airsols zaczęły latać bez eskorty nad Rabaul. Opisując efekt działań aliantów, Morison zauważył: „Znaczące jest to, że ten wspaniały port, który w październiku 1943 roku mieścił okręty nieprzyjaciela o wyporności ok. 300 000 ton i chronił potężne siły operacyjne japońskiej marynarki wojennej, został zredukowany do roli trzeciorzędnej składnicy barek”.
Wyspy Zielone zapewniły dogodną lokalizację dla bazy łodzi patrolowych, a w nocy 1 marca aliancki konwój PT-319 wpłynął do Simpson Harbour i pozostał niewykryty przez Japończyków, co byłoby nie do pomyślenia jeszcze dwa miesiące wcześniej. Ponadto oddział Seabees zbudował nowe lotnisko, dzięki czemu po raz pierwszy japońska baza w Kavieng znalazła się w zasięgu samolotów Airsols.

## Marzec 1944: japoński kontratak

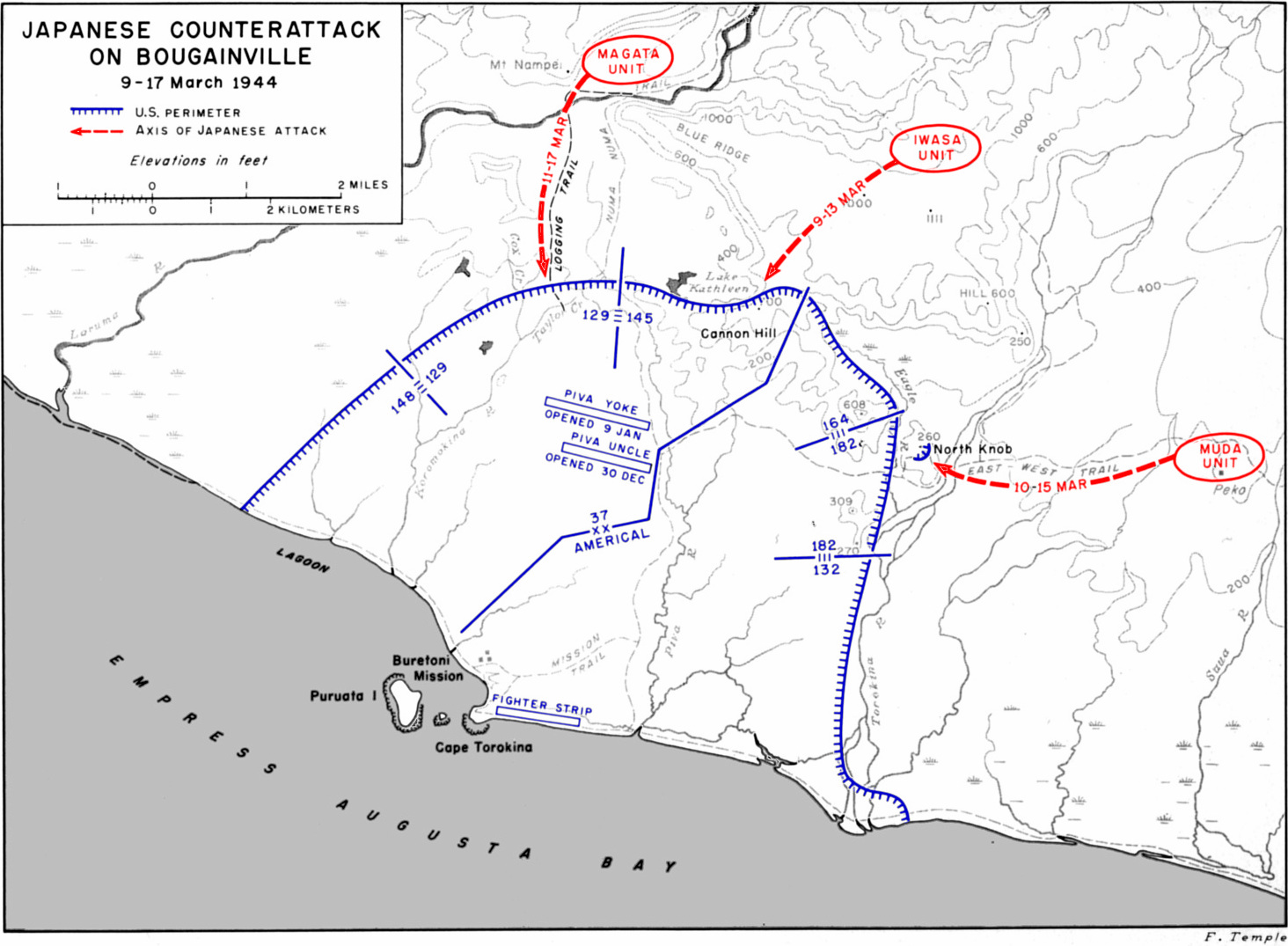
Mapa amerykańskiego przyczółka na Wyspie Bougainville’a pokazująca trasy kontrataku jednostek japońskich w dniach 9–17 marca 1944

### Przygotowania
Gen. Hyakutake, dowódca japońskiej 17 Armii, dowodził około 40 000 ludzi. Ponadto w południowej części wyspy znajdowało się około 20 000 żołnierzy marynarki wojennej pod dowództwem wiceadm. Tomoshige Samejimy. Jedna z jednostek Hyakutake, 6 Dywizja Piechoty pod dowództwem gen. por. Masatane Kandy, była uważana za najtwardszą w całej Cesarskiej Armii Japońskiej. Początkowo Hyakutake był przekonany o zamiarze aliantów pozostania na stałe w Torokinie, w wyniku czego zachował postawę obronną. Wynikające z tego opóźnienie japońskiej akcji ofensywnej dało Griswoldowi dużo czasu na rozmieszczenie swoich ludzi na odpowiednich pozycjach obronnych.
W grudniu 1943 roku Hyakutake podjął decyzję o rozpoczęciu ataku na siły amerykańskie wzdłuż całego perymetru w pierwszych miesiącach 1944 roku. Jego sztab dokonywał niezbędnych przygotowań i planów. Atak Hyakutake miała zaangażować 12 000 żołnierzy 6 Dywizji Piechoty plus 3000 rezerwistów. Jego wiara w ostateczne zwycięstwo była tak wielka, że planował kapitulację Griswolda na lotnisku Torokina 17 marca. Japończycy skoncentrowali artylerię polową na grzbietach górujących nad przyczółkiem. Griswold zdecydował, że pozwolenie Japończykom na utrzymanie tych grzbietów było lepsze niż rozciąganie własnych cienkich linii poprzez ich zajęcie.
Po stronie amerykańskiej, 23 Dywizja Piechoty Hodge’a i 37 Dywizja Piechoty Beightlera obsadzały perymetr, podczas gdy 3. Batalion Obronny Marines i 49. Batalion Artylerii Nadbrzeżnej Armii Stanów Zjednoczonych chroniły przyczółek. Griswold dowiedział się na Nowej Georgii, że czekanie na atak Japończyków jest dużo pewniejszą drogą do zwycięstwa niż podejmowanie własnych operacji ofensywnych w dżungli.

### Bitwa na perymetrze
Z punktu widzenia prasy i amerykańskiej opinii publicznej wojna przeniosła się daleko od Wyspy Bougainville’a. Jak pisze Morison, „walka o perymetr przeszła prawie niezauważona poza Pacyfikiem”. Hyakutake podjął wszystkie wysiłki, by wyrzucić Amerykanów z wyspy, które 9 marca stały się znane po prostu jako Kontratak, a jego ludziom udało się zdobyć Wzgórze 700 i Cannon Hill; 37 Dywizja generała Beightlera odzyskała te pozycje po południu 12 marca. Griswold podziękował załogom niszczycieli, które zapewniły ostrzał pozycji japońskich, powstrzymując ich próby sprowadzenia posiłków.
Drugi atak Hyakutake został opóźniony do 12 marca. Japończycy przedarli się przez głęboki wąwóz, aby zbliżyć się do pasa startowego dla myśliwców Piva Yoke i w pewnym momencie zdołali przebić się przez perymetr. Gen. Beightler odpowiedział, wysyłając połączone siły czołgów i piechoty, aby załatały wyłom w liniach obronnych. Również japońska artyleria, która bombardowała wszystkie trzy amerykańskie lotniska, została uciszona przez bombowce Airsols. Akcja zakończyła się 13 marca. Hyakutake próbował jeszcze dwukrotnie przebić się przez perymetr, 15 i 17 marca, ale za każdym razem zostawał odparty. Japończycy przypuścili ostateczny atak w nocy z 23 na 24 marca, który poczynił pewne postępy, ale i tak został odparty. 27 marca 23 Dywizji gen. Hodge’a wyparła Japończyków ze Wzgórza 260, po czym bitwa dobiegła końca.
Podczas bitwy o perymetr samoloty Airsols kontynuowały także bombardowanie Rabaulu, całkowicie niwelując jego możliwości ofensywne. Według Morisona, „Airsols dokonali co najmniej jednego uderzenia na Rabaul każdego dnia, kiedy pozwalała na to pogoda. Średnio 85 ton bomb było zrzucanych na ten obszar codziennie od 20 lutego do 15 maja: łącznie 7410 ton podczas prawie 9400 lotów bojowych”.

### Następstwa

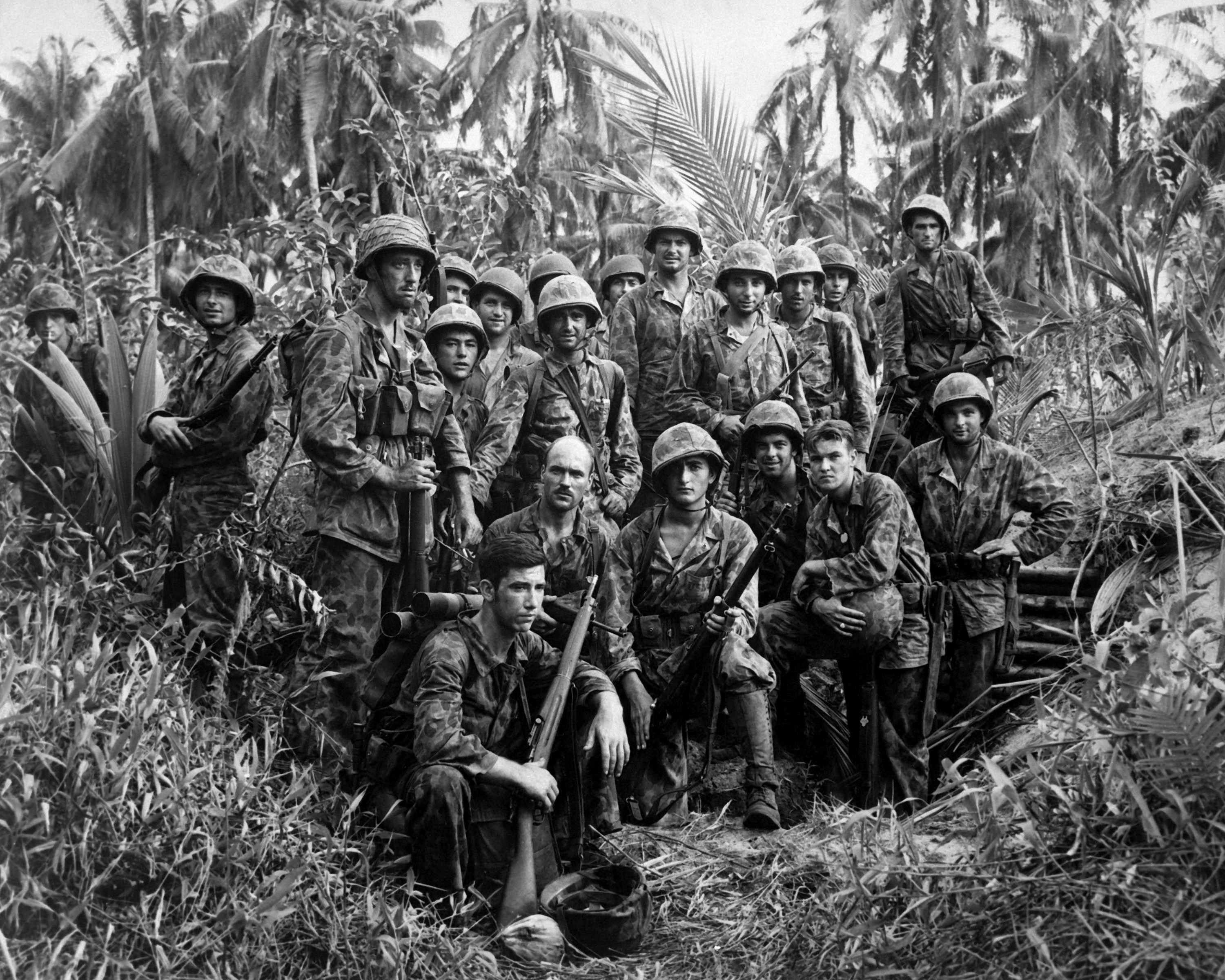
Amerykańscy żołnierze piechoty morskiej przed japońską ziemianką na przylądku Torokina

Armia japońska, ponosząc ciężkie straty podczas tych operacji, wycofała większość swoich sił w głąb wyspy oraz na jej północne i południowe krańce. 5 kwietnia 1944 roku 132 Pułk Piechoty, po przeprowadzeniu patroli wzdłuż Zatoki Cesarzowej Augusty, z powodzeniem przypuścił atak, aby zdobyć okupowaną przez Japończyków wioskę Mavavia. Dwa dni później, kontynuując wymiatanie sił wroga, pułk napotkał na przygotowaną linię obronę wroga, na której zniszczył około 20 japońskich bunkrów za pomocą rur Bangalore i bazook. Później 132 Dywizja wraz z elementami Sił Obronnych Fidżi otrzymała zadanie zabezpieczenia wzniesienia na zachód od rzeki Saua. Wojska alianckie zajęły Wzgórza 155, 165, 500 i 501 w zaciętych walkach, które trwały do 18 kwietnia, kiedy to ostatni z japońskich obrońców zostali zabici lub przepędzeni.
Amerykanie zostali wzmocnieni przez 93 Dywizję Piechoty, pierwszą afroamerykańską jednostkę piechoty, która wzięła udział w II wojnie światowej. Japończycy, odizolowani i odcięci od pomocy z zewnątrz, koncentrowali się przede wszystkim na przetrwaniu, w tym na uprawie roślin na obszarze całej wyspy. Według Morisona, morale japońskich żołnierzy „spadło do żałosnego poziomu [...] po przegranej bitwie o perymetr; admirał Takeda w swoim dzienniku odnotowuje rabunki, niesubordynację, a nawet przypadki buntu. Setki żołnierzy opuściło swoje oddziały i wędrowało przez dżunglę, żywiąc się wszystkim, co mogli znaleźć, nawet wężami, szczurami i krokodylami”.
Sytuacja zaopatrzeniowa stała się tak zła dla Japończyków, że według Gaileya „przydziałowa porcja ryżu z 750 gramów na każdego żołnierza została zmniejszona w kwietniu 1944 roku do 250 gramów, a od września nie było w ogóle przydziałów ryżu. Cały dostępny personel armii i marynarki trzeba było zaangażować do pracy przy produkcji żywności. Piloci alianccy z upodobaniem spuszczali napalm na działki rolnicze, kiedy tylko było to możliwe”.
Australijscy oficerowie wywiadu, po przestudiowaniu meldunków, oszacowali, że 8200 żołnierzy japońskich zginęło w walce podczas amerykańskiej fazy operacji, a dalsze 16 600 zmarło z powodu chorób lub niedożywienia. Spośród zabitych lub rannych w walce zdecydowana większość padła w ataku na kontrolowany przez Amerykanów perymetr wokół Torokiny, ze stratami Japończyków wynoszącymi 5400 zabitych i 7100 rannych, zanim Imamura odwołał atak.

## Faza australijska: listopad 1944 – sierpień 1945

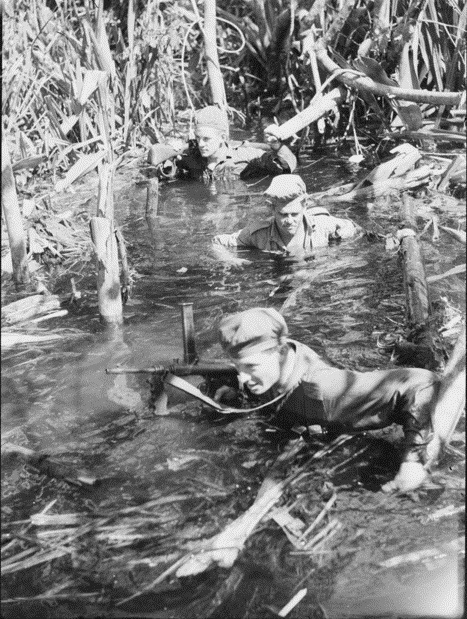
Australijski patrol z 42. batalionu na Wyspie Bougainville’a, styczeń 1945

### Decyzje strategiczne
Inwazja na Filipiny została początkowo zaplanowana na styczeń 1945 r., ale szybkie tempo zwycięstw aliantów na Pacyfiku spowodowało, że gen. MacArthur przyspieszył operację, przenosząc ją na październik 1944 roku. Potrzebował on wszystkich dostępnych wojsk lądowych do desantu na Leyte, więc do połowy lipca podjął decyzję o wycofaniu XIV Korpusu Griswolda z Wyspy Bougainville’a na odpoczynek i reorganizację przed nowym zadaniem, tymczasem jednostka miała zostać zastąpiona przez australijski II Korpus.
Rząd Australii i dowództwo wojskowe zdecydowały się na przeprowadzenie agresywnych operacji na Wyspie Bougainville’a, których celem było całkowite zniszczenie japońskiego garnizonu. Ta decyzja była motywowana chęcią szybkiego zakończenia kampanii i uwolnienia wojsk do wykorzystania ich w innych miejscach, wyzwolenia kolonii australijskiej i mieszkańców wyspy spod panowania Japonii oraz wykazania, że siły australijskie odgrywały aktywną rolę w wojnie.

### Planowanie
Australijski II Korpus gen. por. Stanleya Savige’a liczył nieco ponad 30 000 żołnierzy. Składał się z australijskiej 3 Dywizji Piechoty (7, 15 i 29 Brygady) pod dowództwem gen. mjr. Williama Bridgeforda, a także z 11 Brygady i 23 Brygady.
6 października wylądowały pierwsze elementy kwatery głównej 3 Dywizji. Do połowy listopada 7 Brygada zluzowała amerykański 129 i 145 Pułków Piechoty. 22 listopada Savige formalnie objął dowództwo operacji alianckich na Wyspie Bougainville’a od Griswolda. Do 12 grudnia wymiana amerykańskich żołnierzy na froncie przez Australijczyków została zakończona i, z wyjątkiem kilku żołnierzy, cały amerykański personel wojskowy opuścił wyspę przed 1 lutego 1945 roku. 3 Dywizja i 11 Brygada, wzmocnione przez Pułk Piechoty Fidżi, zostały wysłane na Wyspę Bougainville’a. 23 Brygada objęła sąsiednie wyspy.

### Australijskie operacje ofensywne
Australijczycy ustalili, że siły japońskie na Wyspie Bougainville’a, liczące wówczas około 40 000 ludzi, nadal miały około 20 procent swojego personelu na wysuniętych pozycjach i chociaż były słabe, zostały zreorganizowane w formacje wciąż zdolne do walki, wliczając w to 38 Samodzielną Brygadę Mieszaną i zaprawioną w bojach 6 Dywizję Piechoty gen. Kandy. Savige wydał instrukcje 23 grudnia. Operacje ofensywne miały składać się z trzech oddzielnych uderzeń:
- na północy 11 Brygada miała zepchnąć Japończyków na wąski półwysep Bonis i zniszczyć ich;
- w centrum wróg miał zostać wyparty z grzbietu Pearl, miejsca, z którego widać było oba wybrzeża wyspy; stamtąd można była wysyłać agresywne patrole, które zakłócałyby japońską komunikację wzdłuż wschodniego wybrzeża;
- główne natarcie Australijczyków miało odbyć się na południu, gdzie znajdowała się większość sił japońskich (6 Dywizja Kandy); to właśnie do tego zadania Savige przydzielił 3 Dywizję Bridgeforda.

#### Odcinek centralny
Walki o grzbiet Pearl w dniach 30–31 grudnia pokazały, jak bardzo upadło japońskie morale i wytrzymałość. Grzbiet został zajęty przez jeden batalion Australijczyków, który poniósł przy tym zaledwie kilka ofiar. Później odkryto, że pozycja była utrzymywana przez 500 obrońców, a nie 80–90, jak pierwotnie szacowano. Działalność w sektorze centralnym była od tego momentu ograniczona do patroli wzdłuż szlaku Numa Numa.

#### Odcinek północny

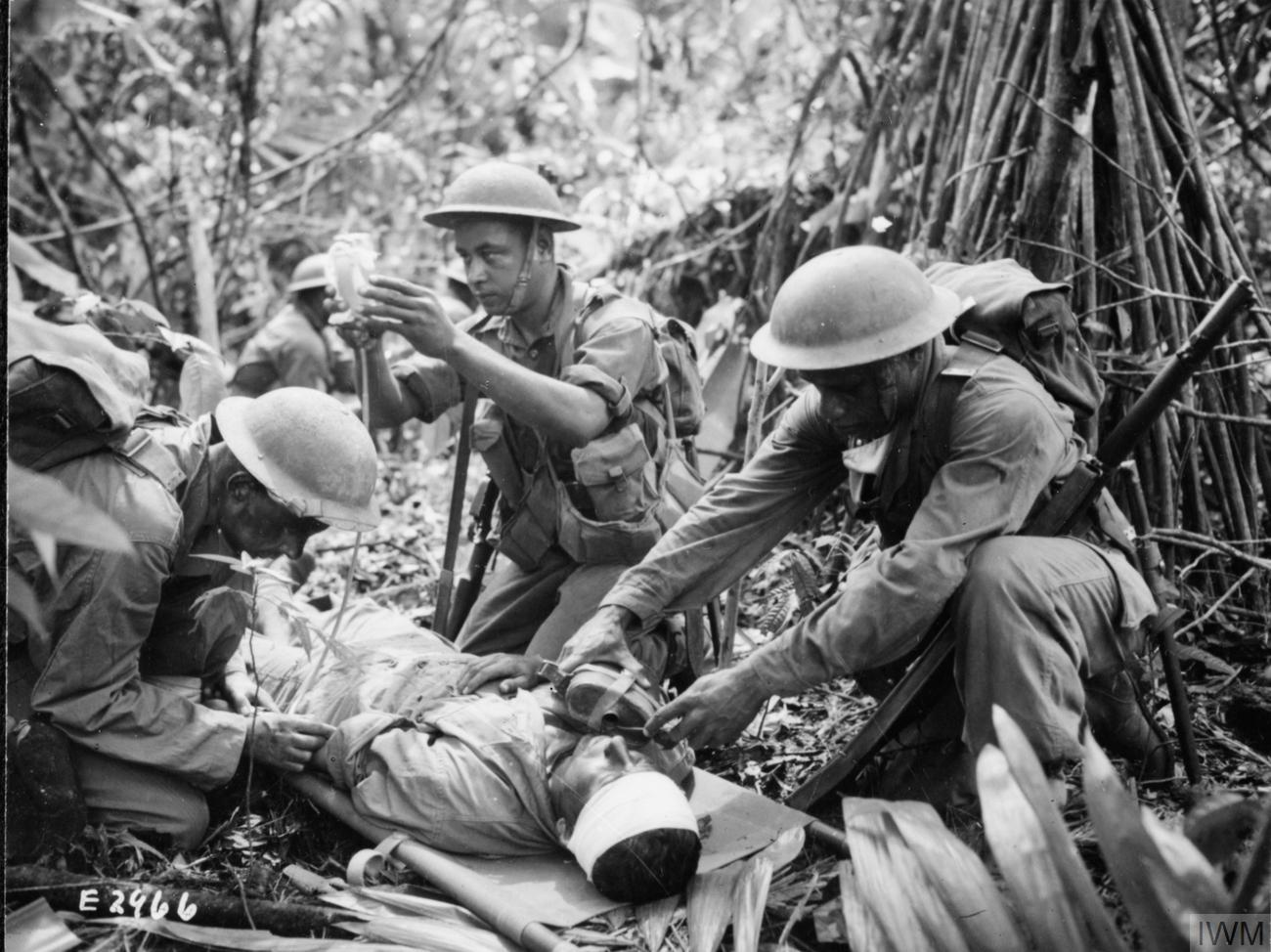
Sanitariusz z Fidżi podaje rannemu transfuzję osocza podczas ciężkich walk na Wyspie Bougainville’a

Zgodnie z rozkazem gen. Savige’a z 31 grudnia, aby rozpocząć operacje w północno-zachodnim sektorze przy pierwszej okazji, 11 Brygada gen. J.R. Stevensonsa posunęła się wzdłuż wybrzeża, docierając do wioski Rukussia do połowy stycznia 1945. Jednakże, ponieważ nad przybrzeżną równiną górował grzbiet Tsimba, rzeka Genga nie mogła zostać przekroczona, dopóki Japończycy nie zostali usunięci z tego wzniesienia. Na grzbiecie Tsimba Australijczycy napotkali jednak zdecydowany opór na silnie ufortyfikowanych pozycjach i dopiero 9 lutego wyparto ostatniego Japończyka okopanego na zachodnim krańcu grzbietu.
Do końca lutego i w marcu Australijczycy wyparli Japończyków na północ za plantację Soraken. Ostatecznie około 1800 Japończyków wycofało się na silnie bronioną linię obronną w poprzek nasady półwyspu Bonis. Ponieważ 11 Brygada była wyczerpana po trzech tygodniach walki w dżungli, wykluczono frontalny atak i podjęto próbę oskrzydlenia pozycji japońskich desantem morskim 8 czerwca. Jednak siły desantowe zostały przygwożdżone i znalazły się na skraju eksterminacji. Chociaż straty japońskie w trakcie bitwy o plantację Porton były prawdopodobnie wyższe, obrońcy podreperowali swoje morale tym lokalnym sukcesem, a australijskie dowództwo na razie odwołało operacje ofensywne w tym sektorze. Zamiast tego zdecydowano się powstrzymać Japończyków wzdłuż frontu Ratsua, podczas gdy potrzebne zasoby zostały skierowane do sektora południowego w celu skierowania w stronę Buin.

#### Odcinek południowy
28 grudnia gen. Savige wydał rozkaz 29 Brygadzie, aby rozpocząć marsz w kierunku głównej japońskiej koncentracji sił wokół Buin. Po miesiącu walk, Australijczycy kontrolowali obszar rozciągający się na 19 km na południe od dawnego, amerykańskiego perymetru i na 10 km w głąb lądu. Wykorzystując barki desantowe do oskrzydlenia Japończyków, Australijczycy wpłynęli do wioski Mosigetta 11 lutego i do wioski Barara 20 lutego. Następnie oczyścili obszar w pobliżu Mawaraki pod nowy pas startowy.
Do 5 marca Japończycy zostali wypędzeni z niewielkiego pagórka nad drogą do Buin. Australijczycy nazwali ten cypel imieniem szeregowego C.R. Slatera, który został ranny podczas walk. Podczas walk o wzgórze Slatera od 28 marca do 6 kwietnia Japończycy przeprowadzili silny kontratak, który został odparty z ciężkimi stratami po obu stronach. Mówiąc słowami Gaileya, „ofensywa generała Kandy była katastrofą [...] W rzeczywistości cała seria ataków Japończyków jest tak samo niewytłumaczalna, jak chęć Australijczyków do podbicia całej wyspy”. Wyciągnąwszy kosztowną lekcję o nieskuteczności szarży banzai, Kanda wycofał swoich ludzi z powrotem na pozycje obronne wokół Buin i wzmocnił żołnierzami przybyłymi z wysp Shortlands i Fauro. Koncentracja tych sił została zakończona dopiero w lipcu.
Savige potrzebował dwóch tygodni, aby umożliwić swoim siłom odzyskanie sił i uzupełnienie zapasów przed wznowieniem natarcia w stronę Buin. Po odparciu jeszcze bardziej daremnych japońskich kontrataków nad rzeką Hongorai pomiędzy 17 kwietnia a 22 maja, jego ludzie przekroczyli rzeki Hari i Mobai. Jednak wkrótce po dotarciu do rzeki Mivo ich marsz utknął w miejscu, gdy ulewny deszcz i powódź zmyły wiele mostów oraz dróg, na których opierały się australijskie linie komunikacyjne. To sprawiło, że operacje piechoty na dużą skalę stały się niemożliwe przez prawie miesiąc i dopiero na przełomie lipca oraz sierpnia Australijczycy mogli wznowić patrole przez rzekę Mivo. Zanim Savige zdołał przeprowadzić poważny atak, na wyspę dotarły wieści o zrzuceniu bomb atomowych na Hiroszimę i Nagasaki, po czym siły australijskie przeprowadzały już głównie ograniczone akcje patrolowe.

## Zakończenie

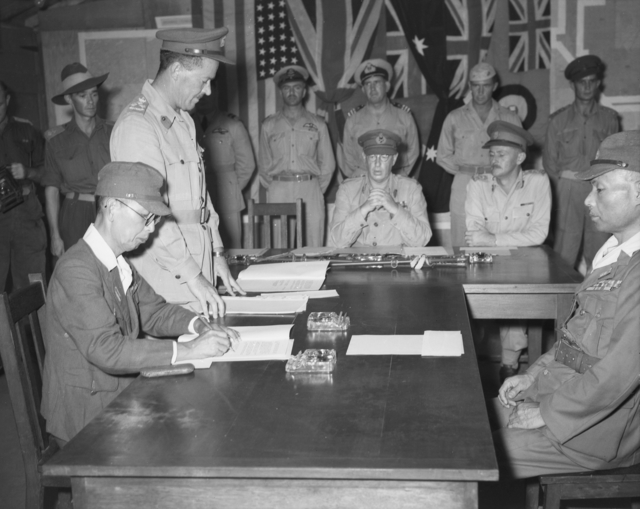
8 września 1945: gen. Masatane Kanda poddaje siły japońskie na Wyspie Bougainville’a

Działania bojowe na Wyspie Bougainville’a zakończyły się kapitulacją sił japońskich na wyspie 21 sierpnia. Imperium Japońskie poddało się w Zatoce Tokijskiej 2 września 1945 roku. W ostatniej fazie kampanii poległo 516 Australijczyków, a 1572 zostało rannych. Przez ten sam czas zginęło w walce 8500 Japończyków, podczas gdy choroby i głód zabiły kolejne 9800, a około 23 500 żołnierzy i robotników poddało się wraz z zakończeniem wojny. Historyk Harry Gailey napisał o żołnierzach alianckich poległych w drugiej fazie kampanii: „To była straszna ofiara poniesiona za wyspę, której kontrolowanie po marcu 1944 roku nie miało żadnego znaczenia dla zakończenia wojny [...] To, że australijscy żołnierze radzili sobie tak dobrze, kiedy musieli wiedzieć, że to, co robią w szerszym kontekście jest niepotrzebne i niedoceniane w ich kraju, wiele mówi o odwadze i dyscyplinie zwykłego australijskiego piechura”.
Z kolei australijski historyk Karl James argumentował, że działania na Wyspie Bougainville’a w latach 1944–1945 były uzasadnione, biorąc pod uwagę, że w tamtym czasie nie można było wiedzieć, iż Japonia skapituluje w sierpniu 1945 roku, a trzeba było wyzwolić ludność cywilną wyspy stanowiącej część terytorium australijskiego. Spośród 52 000 rdzennych mieszkańców Wyspy Bougainville’a, według Jamesa, do 13 000 zginęło podczas wojny. Hank Nelson oszacował, że 25 proc. ludności cywilnej wyspy poniosło śmierć przez całą wojnę, z tym że większość zgonów nastąpiła po 1943 roku.
Podczas kampanii przyznano trzy Krzyże Wiktorii, jeden dla żołnierza kolonialnego z Fidżi i dwa dla Australijczyków. Kpr. Sefanaia Sukanaivalu z Fidżi otrzymał to wyróżnienie pośmiertnie za odwagę okazaną w czasie walk pod Mawaraka 23 czerwca 1944 roku; był pierwszym i pozostaje do dziś jedynym mieszkańcem Fidżi, który otrzymał to odznaczenie. Kpr. Reg Rattey został odznaczony za swoje czyny podczas walk wokół Slater’s Knoll 22 marca 1945 roku, a szer. Frank Partridge zdobył go w jednej z ostatnich akcji tej kampanii 24 lipca 1945 roku, podczas walk na froncie Ratsua. Partridge był ostatnim Australijczykiem odznaczonym Krzyżem Wiktorii podczas II wojny światowej.

## Upamiętnienie
Na cześć tych walk został nazwany amerykański lotniskowiec eskortowy USS „Bougainville”, w służbie od 1944 do 1946 roku.